# Kihalt faj
Kihaltnak nevezzük azokat a élőlényfajokat, illetve alfajokat, amelyeknek sem a természetben, sem fogságban nem maradt már egyetlen egy élő egyede sem, vagyis teljesen kihaltnak tekinthetők.
Az ilyen fajokat, alfajokat a Természetvédelmi Világszövetség Vörös Listája a Kihalt (Extinct) kategóriába sorolja, rövidítése EX. A Vörös Lista csak azokat a recens fajokat osztályozza, amelyek körülbelül a 16. század után haltak ki, tehát nem tartalmazza a régen kihalt recens fajokat és a fosszilis fajokat.
A Vörös Lista a kategóriát a következőképpen határozza meg:

„Egy taxon akkor »Kihalt«, ha nincs észszerű ok annak kétségbevonására, hogy az utolsó egyede is elhalálozott. Egy taxon kihalása akkor feltételezhető, ha az ismert és/vagy feltételezett élőhelyén, a megfelelő időszakokban (napi, évszakos, éves szinten), a valamikori elterjedés teljes területén végzett alapos vizsgálatok ellenére sem észlelték egyetlen egyedét sem.”

– IUCN, Red List Categories and Criteria version 3.1